# Слово из четырёх букв
«Слово из четырёх букв» (англ. A Four Letter Word) — малобюджетная романтическая комедия режиссёра Каспера Андреаса на гей-тематику.

## Сюжет
Группа друзей из Нью-Йорка пытается разобраться в запутанных отношениях и устроить свою личную жизнь. Люк и Зик работают в секс-шопе. Зик серьёзно относится к борьбе за права ЛГБТ-сообщества, Люк же далёк от политики, его интересует один лишь секс без каких бы-то ни было серьёзных и долговременных отношений. Тем не менее, однажды ночью парень встречает Стивена и влюбляется в него. Когда Люк обнаруживает, что Стивен занимается гомосексуальной проституцией, он не прекращает отношений, несмотря на постоянную ложь со стороны бойфренда.
Вторая гей-пара состоит из Питера и Дерека, которые решают жить вместе одной семьёй.

## В ролях
| Актёр              | Роль    |
| ------------------ | ------- |
| Джесси Арчер       | Люк     |
| Чарли Дэвид        | Стивен  |
| Кори В. Грант      | Зик     |
| Вирджиния Брайан   | Мэрилин |
| Стивен М. Голдсмит | Питер   |

## Награды
Фильм получил следующие призы:
- 2007 год
  - Международный ЛГБТ-кинофестиваль в Форт-Уэрте, Приз зрительских симпатий в категории «Лучший художественный фильм».
  - Кинофестиваль Аутфест, Приз большого жюри в категории «Лучший сценарий».
- 2008 год
  - Международный кинофестиваль в Сан-Диего, Премия фестиваля в категории «Лучшая актриса второго плана» (Вирджиния Брайан).